# Займище (Казань)
За́ймище — городской посёлок и жилой массив в Казани.
До вхождения в Кировский район города являлся селом Зеленодольского района Татарстана.

## География
Находится на границе и крайнем западе города и района. Расположен соответственно юго-западнее, западнее, северо-западнее городских посёлков Новое Юдино (Беляевский), Юдино, Куземетьево и восточнее дачно-жилого посёлка Октябрьский (Обсерватория) Зеленодольского района. С севера ограничен железной дорогой Москва—Казань, с юга — берегом реки Волга, вдоль которой вытянут с запада на восток. Подход к Займищенскому автодорожному мосту разделяет с севера на юг посёлок надвое (бо́льшая часть — восточная).
Застроен малоэтажными жилыми и прочими зданиями и индивидуальными домами частного сектора, в том числе дачными. Рядом находится база отдыха «Займище» Казанского вертолётного завода.
В посёлке расположены завод по производству песчано-гравийной смеси ООО «ТАИФ-Магистраль», плодопитомник (растениеводство) «Займище» и причал.
Через посёлок проходит автотрасса М7 — часть объездной дороги Казани, переходящей с Займищенского моста через Волгу.
В посёлке имеется платформа Займище пригородных поездов Казанского отделения Горьковской железной дороги, а также между посёлками Займище и Новое Юдино (Беляевский) находится платформа ВЧД.
В окрестностях посёлка располагается исследованный в 1950-53 годах А. Х. Халиковым археологический комплекс Займищенский с остатками поселений неолита и бронзового века.
За железной дорогой северо-западнее посёлка находятся лесопарковая зона и астрономическая обсерватория имени В. П. Энгельгардта Казанского университета, на базе которой сооружается современный просветительско-развлекательный комплекс Казанский планетарий и астропарк.
От района моста восточнее (южнее Займище, совхоза «Юдинский», Куземетьевской зелёной зоны и Куземетьево) ведётся намыв земли для прокладки платной автотрассы в центр Казани по островам акватории Волги, а также для новых жилых участков вдоль неё. От моста западнее также на островных и намывных землях в акватории Волги проектировался Международный водный курорт, но проект был отложен из-за кризиса 2008—2009 гг.
С середины XIX века до 1927 года Займище входило в Ильинскую волость Казанского уезда Казанской губернии (с 1920 года — Арского кантона Татарской АССР). После введения районного деления в Татарской АССР в составе Казанского пригородного (1927–1938), Юдинского (1938–1958),  Зеленодольского (1958–1963), Зеленодольского укрупнённого (1963–1965) и вновь Зеленодольского (с 1965) районов Татарской АССР. На низшем административном уровне до 1927 года входило в Займищенский сельсовет, образованный в 1918 году, являясь его административным центром, а после его упразднения входило в Красногорский сельсовет.

## Улицы
- Береговая
- Займищенская
- Лучевая
- Майкопская
- Путейская
- Садовая
- Сиреневая (бывшая Рабочая)
- Торговая
- Бирюзовый переулок
- Дачный переулок
- Займищенский переулок